# ティム・ピーターソン (野球)
ティモシー・ルイス・ピーターソン（Timothy Louis Peterson, 1991年2月22日 - ）は、アメリカ合衆国ワシントン州ピアース郡ピュアラップ出身のプロ野球選手（投手）。右投右打。メキシカンリーグのラグナ・ユニオン・コットンファーマーズ所属。

## 経歴

### プロ入りとメッツ時代
2012年のMLBドラフト20巡目（全体620位）でニューヨーク・メッツから指名され、6月17日に契約。契約後は傘下のA-級ブルックリン・サイクロンズでプロデビュー。15試合に登板して1勝1敗、防御率6.26、23奪三振を記録した。
2013年はA-級ブルックリンとA級サバンナ・サンドナッツでプレー。A級サバンナでは18試合（先発3試合）に登板して1勝0敗、防御率5.13、30奪三振を記録した。
2014年はA級サバンナで19試合に登板後、6月にA+級セントルーシー・メッツへ昇格。A+級セントルーシーでは13試合に登板して2勝1敗、防御率5.70、26奪三振を記録した。9月1日にはAA級ビンガムトン・メッツでプレー。
2015年はA級サバンナでプレーし、16試合に登板して1勝0敗2セーブ、防御率1.69、22奪三振を記録した。
2016年はA+級セントルーシーで12試合に登板後、5月にAA級ビンガムトンへ昇格。AA級ビンガムトンでは36試合に登板して3勝1敗1セーブ、防御率4.09、53奪三振を記録した。
2017年はAA級ビンガムトン・ランブルポニーズとAAA級ラスベガス・フィフティワンズでプレー。AA級ビンガムトンでは41試合に登板して5勝3敗7セーブ、防御率1.14、53奪三振を記録した。
2018年はAAA級ラスベガスで開幕を迎え、5月30日にメッツとメジャー契約を結んでアクティブ・ロースター入りした。同日のアトランタ・ブレーブス戦でメジャーデビュー。2回を投げ1安打（1本塁打）1失点1四球だった。6月14日にクリス・ベック（前日にウェイバー公示で獲得）を起用するため、AAA級ラスベガスへ降格した。6月19日にメジャーへ再昇格した。その後はリリーフに定着。6月26日のピッツバーグ・パイレーツ戦ではメジャー初勝利を挙げた。しかし7月は防御率12.54の乱調で、8月1日にAAA級ラスベガスへ降格した。8月13日にメジャーへ昇格したが、8月15日のボルチモア・オリオールズ戦で2回を5安打4失点（1本塁打）1四球と結果を残せず、翌16日にAAA級ラスベガスへ降格した。セプテンバー・コールアップの9月1日にメジャーへ昇格した。この年メジャーでは22試合に登板して2勝2敗、防御率6.18、25奪三振を記録した。
2019年5月23日にDFAとなり、26日にマイナー契約でAAA級シラキュース・メッツへ配属された。6月9日にメジャー契約を結んでアクティブ・ロースター入りした。8月16日に再びDFAとなり、20日にマイナー契約を結び、AAA級シラキュースへ配属された。9月30日にFAとなった。

### エンゼルス傘下時代
2021年4月5日に独立リーグであるアトランティックリーグのレキシントン・レジェンズと契約したが、シーズン開幕前の5月18日にロサンゼルス・エンゼルスとマイナー契約を結んだ。AAA級ソルトレイク・ビーズで43試合に登板して3勝1敗9セーブ2ホールド、防御率4.63の成績を残したが、メジャーでの登板はなく、オフの11月7日にFAとなった。

### 独立リーグ時代
2022年4月12日にアトランティックリーグのケンタッキー・ワイルドヘルス・ゲノムスと契約した。27試合に登板して2勝1敗6セーブ、防御率1.30という好成績を残した。

### メキシカンリーグ時代
2022年7月13日にメキシカンリーグのユカタン・ライオンズに移籍した。10試合に登板して7セーブ、防御率4.66を記録した。
2023年7月3日に同リーグのラグナ・ユニオン・コットンファーマーズに移籍した。

## 詳細情報

### 年度別投手成績
| 年 度    | 球 団    | 登 板 | 先 発 | 完 投 | 完 封 | 無 四 球 | 勝 利 | 敗 戦 | セ 丨 ブ | ホ 丨 ル ド | 勝 率 | 打 者 | 投 球 回 | 被 安 打 | 被 本 塁 打 | 与 四 球 | 敬 遠 | 与 死 球 | 奪 三 振 | 暴 投 | ボ 丨 ク | 失 点 | 自 責 点 | 防 御 率 | W H I P |
| -------- | -------- | ----- | ----- | ----- | ----- | -------- | ----- | ----- | -------- | ----------- | ----- | ----- | -------- | -------- | ----------- | -------- | ----- | -------- | -------- | ----- | -------- | ----- | -------- | -------- | ------- |
| 2018     | NYM      | 22    | 0     | 0     | 0     | 0        | 2     | 2     | 0        | 3           | .500  | 118   | 27.2     | 29       | 8           | 5        | 2     | 1        | 25       | 0     | 0        | 19    | 19       | 6.18     | 1.23    |
| 2019     | NYM      | 6     | 0     | 0     | 0     | 0        | 0     | 0     | 0        | 0           | ----  | 35    | 7.1      | 7        | 1           | 7        | 1     | 1        | 3        | 3     | 0        | 4     | 4        | 4.91     | 1.91    |
| MLB：2年 | MLB：2年 | 28    | 0     | 0     | 0     | 0        | 2     | 2     | 0        | 3           | .500  | 153   | 35.0     | 36       | 9           | 12       | 3     | 2        | 28       | 3     | 0        | 23    | 23       | 5.91     | 1.37    |

- 2020年度シーズン終了時

### 背番号
- 63（2018年 - 2019年）